# Jimmy
Jimmy, eine Variante von James, ist ein englischer männlicher Vorname.

## Personen

### Jimi
- Jimi Hendrix (1942–1970), US-amerikanischer Gitarrist, Sänger und Komponist
- Jimi Blue Ochsenknecht (* 1991), deutscher Schauspieler

### Jimmi
- Jimmi D. Paesler (* 1942), deutscher Maler

### Jimmie
- Jimmie Gordon (≈1905–?), US-amerikanischer Bluesmusiker
- Jimmie Guthrie (1897–1937), britischer Motorradrennfahrer
- Jimmie Nicol (* 1939), britischer Schlagzeuger
- Jimmie Rodgers (1897–1933), US-amerikanischer Countrymusiker
- Jimmie Simpson (1898–1981), britischer Motorradrennfahrer

### Jimmy

#### A
- Jimmy Arias (* 1964), US-amerikanischer Tennisspieler
- Jimmy Armfield (1935–2018), englischer Fußballspieler

#### B
- Jimmy Carl Black (1938–2008), US-amerikanischer Schlagzeuger und Sänger
- Jimmy Birklin (* 1970), schwedischer Orientierungsläufer
- Jimmy Bowen (* 1937), US-amerikanischer Musikproduzent und Rockabilly-Musiker
- Jimmy Bryan (1926–1960), US-amerikanischer Rennfahrer
- Jimmy Bullard (* 1978), englischer Fußballspieler

#### C
- Jimmy Carter (1924–2024), 39. Präsident der USA
- Jimmy Casella (1924–1976), US-amerikanischer Pokerspieler
- Jimmy Casper (* 1978), französischer Radrennfahrer
- Jimmy Cleveland (1926–2008), US-amerikanischer Jazzposaunist
- Jimmy Cliff (* 1944), jamaikanischer Reggaekünstler
- Jimmy Cobb (1929–2020), Jazz-Schlagzeuger
- Jimmy Collins (1870–1943), US-amerikanischer Baseballspieler und -manager
- Jimmy Connors (* 1952), US-amerikanischer Tennisspieler
- Jimmy Conrad (* 1977), US-amerikanischer Fußballspieler

#### D
- Jimmy Dawkins (1936–2013), US-amerikanischer Blues-Gitarrist
- Jimmy Dean (1928–2010), US-amerikanischer Country-Musiker
- Little Jimmy Dickens (1920–2015), US-amerikanischer Country-Sänger
- Jimmy Dickinson (1925–1982), englischer Fußballspieler und -trainer
- Jimmy Dorsey (1904–1957), amerikanischer Jazzmusiker und Big-Band-Chef

#### E
- Jimmy Ellis (1930–2021), US-amerikanischer Jazzmusiker
- Jimmy Ellis (1940–2014), US-amerikanischer Schwergewichtsboxer
- Jimmy Ellis (1945–1998), US-amerikanischer Sänger
- Jimmy Engoulvent (* 1979), französischer Radrennfahrer
- Jimmy Ernst (1920–1984), US-amerikanisch-deutscher Maler
- Jimmy Evans (1936–2011), US-amerikanischer Rockabilly-Musiker

#### F
- Jimmy Fallon (* 1974), US-amerikanischer Komiker, Moderator und Schauspieler

#### G
- Jimmy Garrison (1934–1976), US-amerikanischer Jazz-Kontrabassist
- Jimmy Gilmer, US-amerikanischer Musiker
- Jimmy Giuffre (1921–2008), US-amerikanischer Jazz-Musiker
- Jimmy Greaves (1940–2021), englischer Fußballspieler
- Jimmy Greenhoff (* 1946), englischer Fußballspieler
- Jimmy Grier (1902–1959), US-amerikanischer Jazzmusiker, Songwriter und Bandleader

#### H
- Jimmy Haggett (1928–2000), US-amerikanischer Country- und Rockabilly-Musiker
- Jimmy Hartwig (* 1954), deutscher Fußballspieler
- Jimmy Floyd Hasselbaink (* 1972), niederländischer Fußballspieler
- Jimmy Heath (1926–2020), US-amerikanischer Jazz-Saxophonist, -flötist, Komponist und Arrangeur
- Jimmy Heuga (1943–2010), US-amerikanischer Skirennläufer
- Jimmy Hogan (1882–1974), englischer Fußballspieler und Fußballtrainer
- Jimmy Hunt (1939–2025), US-amerikanischer Schauspieler

#### J
- Jimmy Jewell (1898–1952), englischer Fußballtrainer und -schiedsrichter
- Jimmy Johnstone (1944–2006), schottischer Fußballspieler
- Jimmy Jump (* 1976), spanischer Flitzer
- Jimmy Jungermann (1914–1987), deutscher Programmgestalter und Moderator

#### K
- Jimmy Kelly (* 1971), Mitglied der Band The Kelly Family
- Jimmy Kinnon (1911–1985), US-amerikanischer Gründer von Narcotics Anonymous

#### L
- Jimmy LaFave (1955–2017), US-amerikanischer Countrysänger
- Jimmy „Baby Face“ Lewis (* 1932/33), US-amerikanischer R&B-Musiker
- Jimmy Lidberg (* 1982), schwedischer Ringer

#### M
- Jimmy Makulis (1935–2007), griechischer Schlagersänger
- Jimmy McCulloch (1953–1979), britischer Musiker
- Jimmy McLarnin (1907–2004), kanadischer Boxer irischer Herkunft
- Jimmy McPhail (1928–1998), US-amerikanischer Jazzsänger
- Jimmy Murphy (1894–1924), US-amerikanischer Rennfahrer
- Jimmy Murphy (James Patrick Murphy; 1910–1989), walisischer Fußballspieler und -trainer
- Jimmy Murphy (1925–1981), US-amerikanischer Musiker
- Jimmy Murray (1933–2015), schottischer Fußballspieler und -trainer

#### N
- Jimmy Nail (* 1954), britischer Schauspieler und Sänger

#### O
- Jimmy Osmond (* 1963), US-amerikanischer Musiker

#### P
- Jimmy Page (* 1944), britischer Gitarrist
- Jimmy Patton (1931–1989), US-amerikanischer Country- und Rockabilly-Musiker
- Jimmy Phipps (1912–2007), US-amerikanischer Jazz- und R&B-Musiker
- Jimmy Pop (* 1972), US-amerikanischer Songwriter und Sänger

#### R
- Jimmy Reed (1925–1976), US-amerikanischer Blues-Sänger und -Musiker
- Jimmy Roberts (* 1952), US-amerikanischer Komponist
- Jimmy Rogers (1924–1997), US-amerikanischer Blues-Gitarrist
- Jimmy Roy (* 1975), kanadischer Eishockeyspieler
- Jimmy Ruffin (1936–2014), US-amerikanischer Soulsänger
- Jimmy Rushing (1903–1972), US-amerikanischer Blues- und Jazzsänger

#### S
- Jimmy Savile (1926–2011), britischer Hörfunk- und Fernsehmoderator
- Jimmy Schulz (1968–2019), deutscher Politiker und Internetunternehmer
- Jimmy Shergill (* 1970), indischer Schauspieler
- Jimmy Smith (1928–2005), US-amerikanischer Jazz- und Bluesorganist
- Jimmy Smits (* 1955), US-amerikanischer Schauspieler
- Jimmy Snuka (1943–2017), fidschianischer Wrestler
- Jimmy Somerville (* 1961), britischer Musiker

#### V
- Jimmy Van Eaton (1937–2024), US-amerikanischer Schlagzeuger
- Jimmy Vass (1937–2006), US-amerikanischer Jazz-Saxophonist und -flötist
- Jimmy Vee (* 1959), schottischer Schauspieler

#### W
- Jimmy Wages (1935–1999), US-amerikanischer Rockabilly-Musiker
- Jimmy Waite (* 1969), kanadischer Eishockey-Goalie
- Jimmy Wakely (1914–1982), US-amerikanischer Country-Sänger und Cowboy-Darsteller
- Jimmy Wales (* 1966), US-amerikanischer Unternehmer (Mitgründer der Wikipedia)
- Jimmy Walker (1881–1946), US-amerikanischer Politiker und Bürgermeister der Stadt New York
- Jimmy Webb (* 1946), US-amerikanischer Songwriter und Komponist
- Jimmy White (* 1962), englischer Snookerspieler
- Jimmy Wilde (1892–1969), walisischer Boxer
- Jimmy Witherspoon (1923–1997), US-amerikanischer Blues- und Jazz-Sänger
- Jimmy Woode (1929–2005), amerikanischer Jazz-Kontrabassist
- Jimmy Woods (1934–2018), US-amerikanischer Alt- und Tenorsaxophonist

#### Y
- Jimmy Yancey (1898–1951), Blues- und Boogie Woogie-Pianist
- Jimmy Young (1921–2016), britischer Discjockey, Hörfunkmoderator und Popsänger
- Jimmy Young (1948–2005), US-amerikanischer Boxer

## Künstlername
- Jimmy O (Jean Jimmy Alexandre; 1974–2010), haitianischer Musiker

## Fiktive Personen
- Jimmy Neutron, Hauptfigur einer US-amerikanischen Kinderserie

## Fiktive Tiere
- Jimmy das Gummipferd, Titelfigur eines deutschen Comics

## Varianten
- Jerrel
- Jimmi
- Jimbo
- Jim
- Jimy
- Jamie
- Jimi